# 高君曼
高君曼（1886年—1931年），又名君梅，小名小众，女，安徽人，中國社会活动家。

## 生平
1886年生于安徽安庆，毕业于北京女子师范学校，1910年与中共主要创始人陈独秀相恋，于1911年生下长子陈光美，将其寄养在四川，此后两人定居杭州和上海。1916年，高君曼随陈独秀前往北京。1922年起，两人感情逐渐冷淡。1925年，高君曼带着一儿一女移居南京。

## 家庭
高君曼为高登科后妻亓氏的女儿，同父异母的姐姐高晓岚是陈独秀前妻，与陈独秀相恋同居后，生下了长子陈光美、次女陈子美、三子陈哲民（又名陈鹤年）